# Coelorinchus gormani
Coelorinchus gormani es una especie de pez de la familia Macrouridae en el orden de los Gadiformes.

## Morfología
• Los machos pueden llegar alcanzar los 30 cm de longitud total.

## Hábitat
Es un pez de aguas  subtropicales que vive entre 200-700 m de profundidad.

## Distribución geográfica
Se encuentra al sudeste de Australia: desde el norte de Nueva Gales del Sur hasta el este de  Victoria y el Mar de Tasmania.